# Kostelec nad Vltavou
Kostelec nad Vltavou, bis 1924 Kostelec (deutsch Kosteletz an der Moldau, früher Kosteletz) ist eine Gemeinde in Tschechien. Sie liegt zwölf Kilometer nordwestlich von Milevsko und gehört zum Okres Písek.

## Geographie

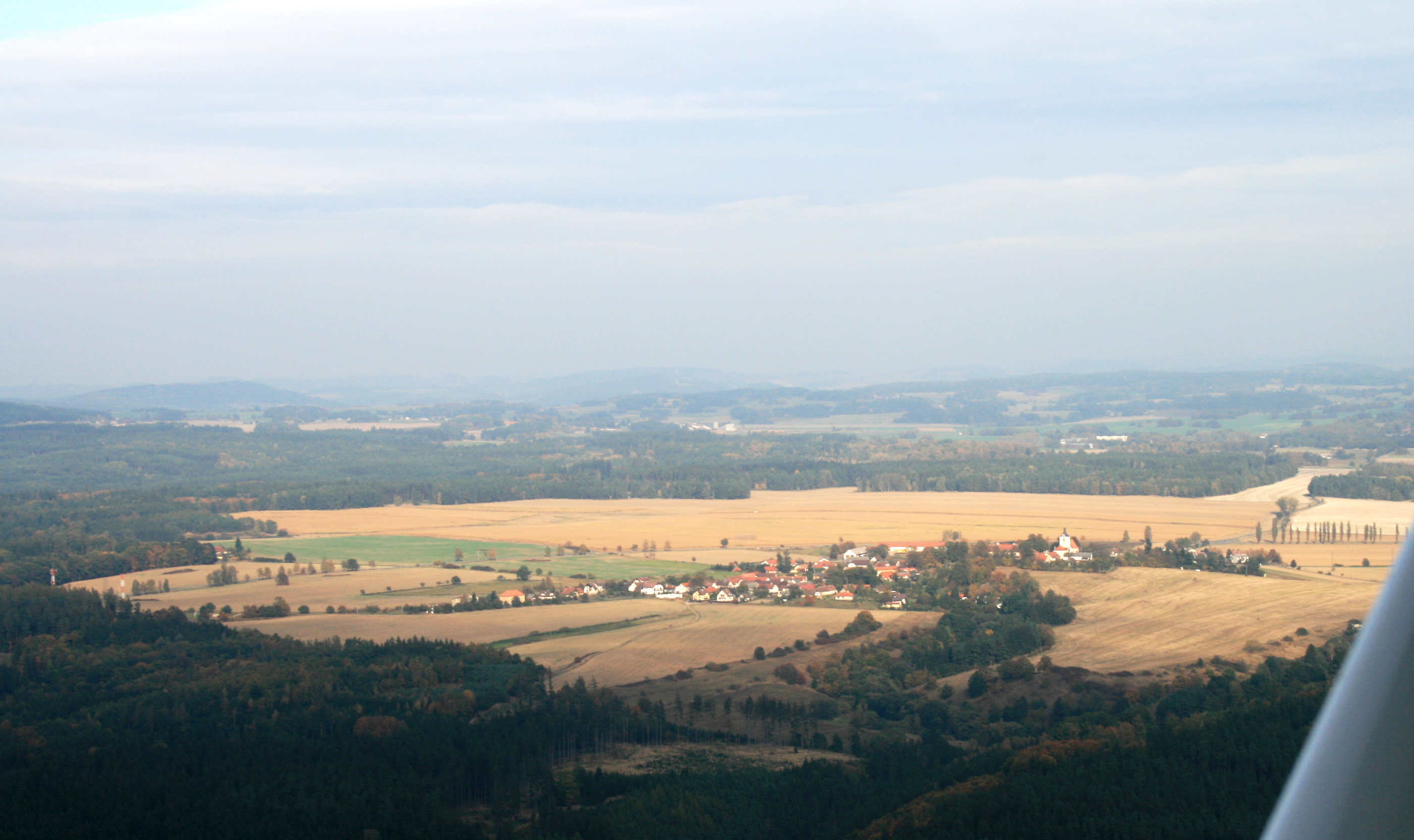
Luftbild

Kostelec nad Vltavou befindet sich auf einer Hochfläche im Westen der zum Mittelböhmischen Hügelland gehörigen Milevská pahorkatina. Das Dorf liegt rechtsseitig über dem mit dem Orlík-Stausee gefluteten Moldautal. Nördlich verläuft die Staatsstraße I/19 zwischen Milevsko und Březnice, sie führt im Nordwesten auf der Brücke Žďákovský most über den Stausee. Im Ort entspringt der Bach Kostelecký potok. Die höchste Erhebung bildet der Kostelecký vrch (Kirchberg, 483 m) im südlichen Teil des Dorfes, auf dem sich die Kirche, das Pfarrhaus und der Friedhof befinden. Südöstlich liegt der Teich Silvestr, im Süden die Teiche Horní Oprava und Sobík.
Nachbarorte sind Chrást, Ouvary und Žebrákov im Norden, Strašná, Radvánov, V Hájku, Pazderna, Slavoňov, Vesec und Kotýřina im Nordosten, Kroupov, Přílepov im Osten, Novačik, Vlči, Pazderna, Zahrádka, Bohuslavina und Sobědraž im Südosten, Sádky, Panský Les und Jickovice im Süden, Na Husárně, Luh, Nevězice, Peklo, Na Pískách im Südwesten, Probulov, Višňovka und Staré Sedlo im Westen sowie Hradce, Orlík, Velký Vír und Radava im Nordwesten.

## Geschichte
Die erste urkundliche Erwähnung von Kostelec erfolgte 1318. In den Jahren 1341 bis 1342 war das Dorf Kostelec Super Multavia neben Zahrádka, Jickovice, Radvánov und weiteren Dörfern als Besitz des Benediktinerstiftes Břevnov aufgeführt. Die Benediktiner errichteten auf dem Hügel hinter dem Dorf eine Kirche, von der sich der heutige Name ableitete. Außerdem gründete der Orden in Kostelec eine Propstei. Im Jahre 1406 erwarb Andreas Huller das Dorf Kostelec von Mareš, Jaroslav Litolt und Aleš von Lichtenburg auf Bítov und schloss es an seine Herrschaft Worlik an. Während der Hussitenkriege erloschen die klösterlichen Besitztümer in Kostelec und das Gut wurde zur Gänze nach Klingenberg untertänig. Wenzel Zmrzlík von Schweißing verpfändete Kostelec und weitere Dörfer 1514 an Christoph von Schwanberg. Dieser erwarb 1534 die gesamte Herrschaft Worlik eigentümlich. Nach der Schlacht am Weißen Berg wurde der Nachlass des Peter von Schwanberg konfisziert und 1621 die Eggenberger Besitzer der Herrschaft Worlik. Die Pfarre Kostelec erlosch 1623 und wurde Kovářov zugeschlagen. Nachdem 1717 die Eggenberger im Mannesstamme erloschen, erbte das Haus Schwarzenberg deren Besitzungen. Das Spital wurde am 1. Jänner 1762 auf Veranlassung des Fürsten Joseph zu Schwarzenberg durch den Pfarrer Johann Adam Swoboda gestiftet, der auf dem Kirchberg auch das Pfarrhaus und die Schule errichten ließ. Im Jahre 1837 bestand das auf einer Anhöhe bei den großen Teichen Sylvester, Woprawa und Sobik gelegene Dorf Kosteletz aus 40 Häusern mit 213 Einwohnern. Im Ort standen die Pfarrkirche Mariä Geburt, die Pfarre und Schule unter herrschaftlichem Patronat, außerdem gab es ein Spital. Nördlich lag ein Jägerhaus (Hanslovka). Kosteletz war Pfarrort für Kosteletzer Ufer (Kostelecké Břehy), Přilepow (Přílepov), Zabrody, Zahradka (Zahrádka), Sobědraž, Chomauty (Sobědražské Břehy), Schwarzwühr (Černý Vír), Itzkowitz und Warta (Varta). Bis zur Mitte des 19. Jahrhunderts blieb das Dorf der Fideikommissherrschaft Worlik samt den Allodialgütern Zalužan, Zbenitz und Bukowan untertänig.
Nach der Aufhebung der Patrimonialherrschaften bildete Kostelec ab 1850 mit dem Ortsteil Kostelecké Břehy eine Gemeinde in der Bezirkshauptmannschaft Písek und dem Gerichtsbezirk Mirovice. Žďákov wurde am 4. und 5. September 1888 von einem Hochwasser der Moldau heimgesucht. Die Freiwillige Feuerwehr gründete sich 1893. Ab 1919 gehörte die Gemeinde zum Okres Milevsko. Im Jahre 1921 bestand Kostelec aus 61 Häusern und hatte 414 Einwohner. Seit 1924 führt die Gemeinde zur Unterscheidung von weiteren gleichnamigen Gemeinden den amtlichen Namen Kostelec nad Vltavou. 1930 lebten in den 74 Häusern des Dorfes 411 Personen. Die im Moldautal gelegenen Dörfer Kostelecké Břehy, Sobědražské Břehy und Žďákov u Starého Sedla wurden 1957 im Zuge der Errichtung der Orlík-Talsperre aufgelöst und später überflutet.
Im Zuge der Aufhebung des Okres Milevsko wurde Kostelec nad Vltavou Ende 1960 wieder dem Okres Písek zugeordnet. 1964 wurden Přílepov, Sobědraž (einschließlich Sobědražské Břehy), Vesec (mit Kotýřina und Slavoňov) und Zahrádka eingemeindet. Kotýřina, Slavoňov und Vesec wurden am 22. März 1990 nach Kovářov umgemeindet.

## Gemeindegliederung
Die Gemeinde Kostelec nad Vltavou besteht aus den Ortsteilen Kostelec nad Vltavou (Kosteletz an der Moldau), Přílepov (Pschilepow), Sobědraž (Sobiedrasch) und Zahrádka (Sachradka) sowie den Einschichten Bohuslavina, Hamersko, Hanslovka, Na Husárně, Na Pískách, Panský Les, Pazderna, Sádky.
Die früheren Ortsteile Černý Vír (Schwarzwühr), Kostelecké Břehy (Kosteletzer Ufer), Sobědražské Břehy (Chomauty) wurden nach 1957 überflutet.

## Sehenswürdigkeiten
- Pfarrkirche Mariä Geburt, der ehemals frühgotische Bau wurde wahrscheinlich zu Beginn des 12. Jahrhunderts von den Břevnover Benediktinern gegründet und im Jahre 1763 barock umgestaltet. Die ursprüngliche Pfarrkirche wurde 1623 als Filiale der Pfarre Kovářov zugeschlagen und erhielt später einen Lokalkaplan, der zugleich Spitalgeistlicher war. Die älteste und größte Glocke stammt aus dem Jahre 1596 und wurde lt. Inschrift von Johann Georg von Schwanberg und seiner Frau Elisabeth Freiin Collona von Fels gestiftet. 1787 wurde in Kostelec wieder eine Pfarrei eingerichtet. Die Kirche gehört zu den Kulturdenkmälern des Okres Písek.
- Žďákovský most, die Brücke der Staatsstraße 19 führt in ca. 50 m Höhe über die Orlík-Talsperre. Sie ist mit 541 m Länge eine der längsten Einbogenbrücken Europas.
- Heimatmuseum im ehemaligen Spital, es wurde 2008 eröffnet und gehört zu den Kulturdenkmälern des Okres Písek.
- Pfarrhaus, errichtet 1762 unter Pfarrer Johann Adam Swoboda, Kulturdenkmal des Okres Písek.
- Alte Schule, sie wurde ebenfalls 1762 errichtet. 1787 wurde die Pfarrschule zur öffentlichen Schule umgewidmet und im Jahre 1876 erweitert. 1887 wurde das Schulhaus aufgestockt und 1939 ein Kindergarten eröffnet. Mit den weiteren Bauten auf dem Kirchberg gehört die Alte Schule zu den Kulturdenkmalen des Okres Písek.
- Statue des hl. Johannes von Nepomuk, vor der Kirche. Sie gehört zu den Kulturdenkmalen des Okres Písek
- Haus Nr. 23, Geburtshaus von Čeněk Zíbrt
- Haus Nr. 22, im Bauernbarockstil
- Ortskern von Zahrádka, er ist seit 1995 wegen seiner Bauernbarockgehöfte als dörfliche Denkmalszone geschützt
- Kapelle des hl. Johannes von Nepomuk in Sobědraž
- Kapelle der Jungfrau Maria Sieben Schmerzen bzw. Sosnov-Kapelle an der Straße zwischen Zahrádka und Hrejkovice
- Kapelle auf dem Dorfplatz von Zahrádka, erbaut 1872
- Kapelle am Teich bei Přílepov, erbaut zu Beginn des 20. Jahrhunderts
- Kapelle der hl. Barbara
- Mehrere Wegkreuze

Sehenswürdigkeiten
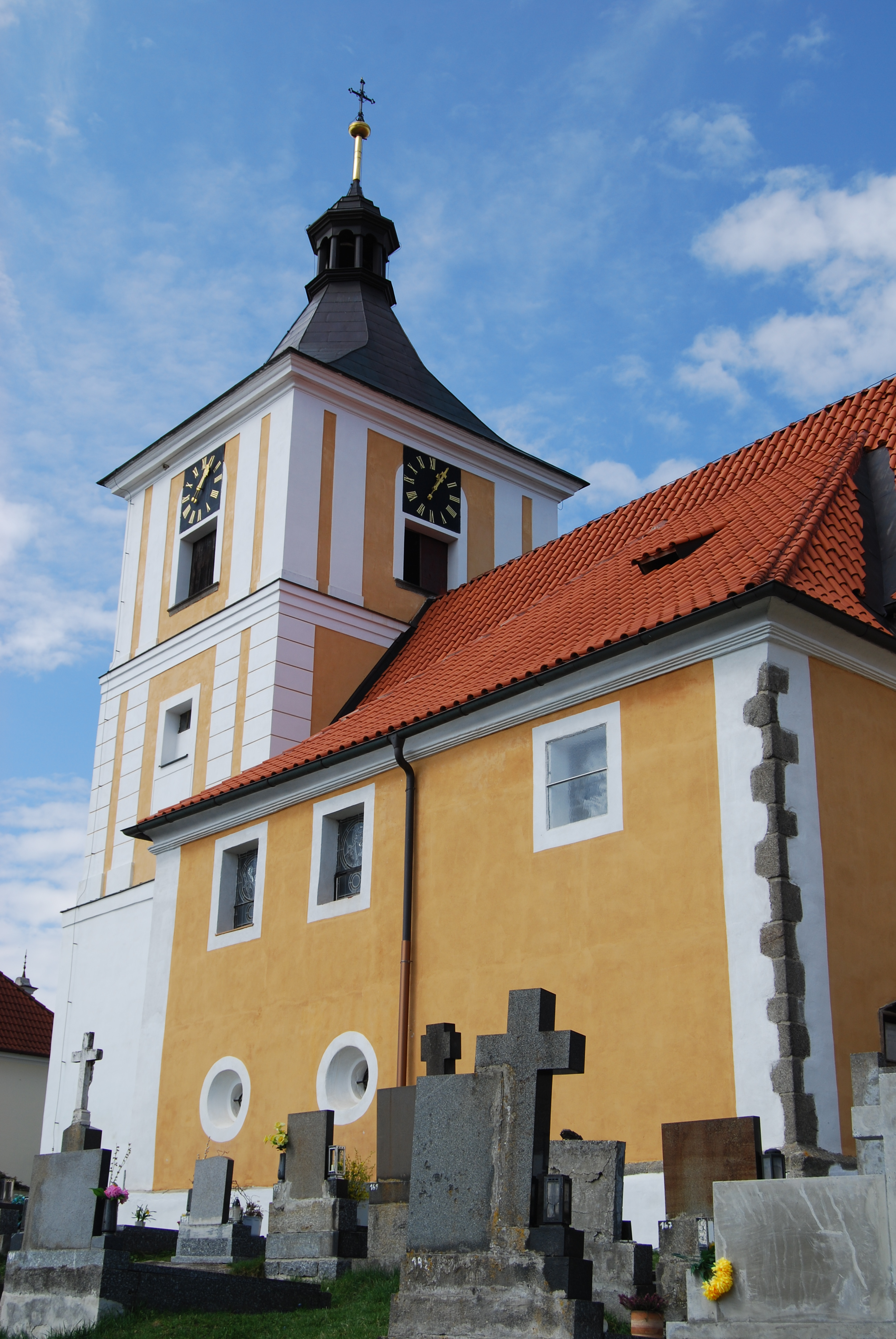
Kirche Mariä Geburt
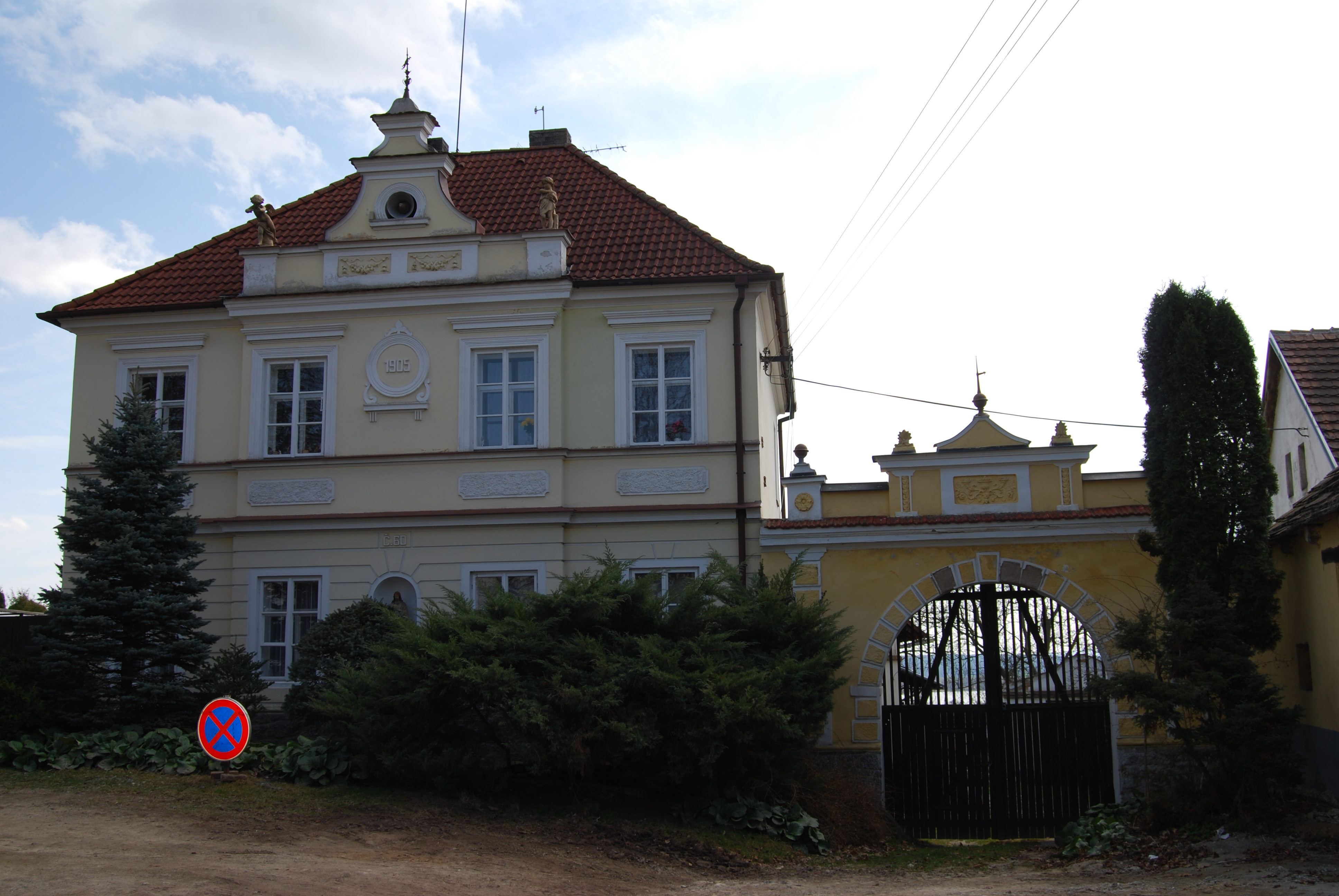
Pfarrhaus
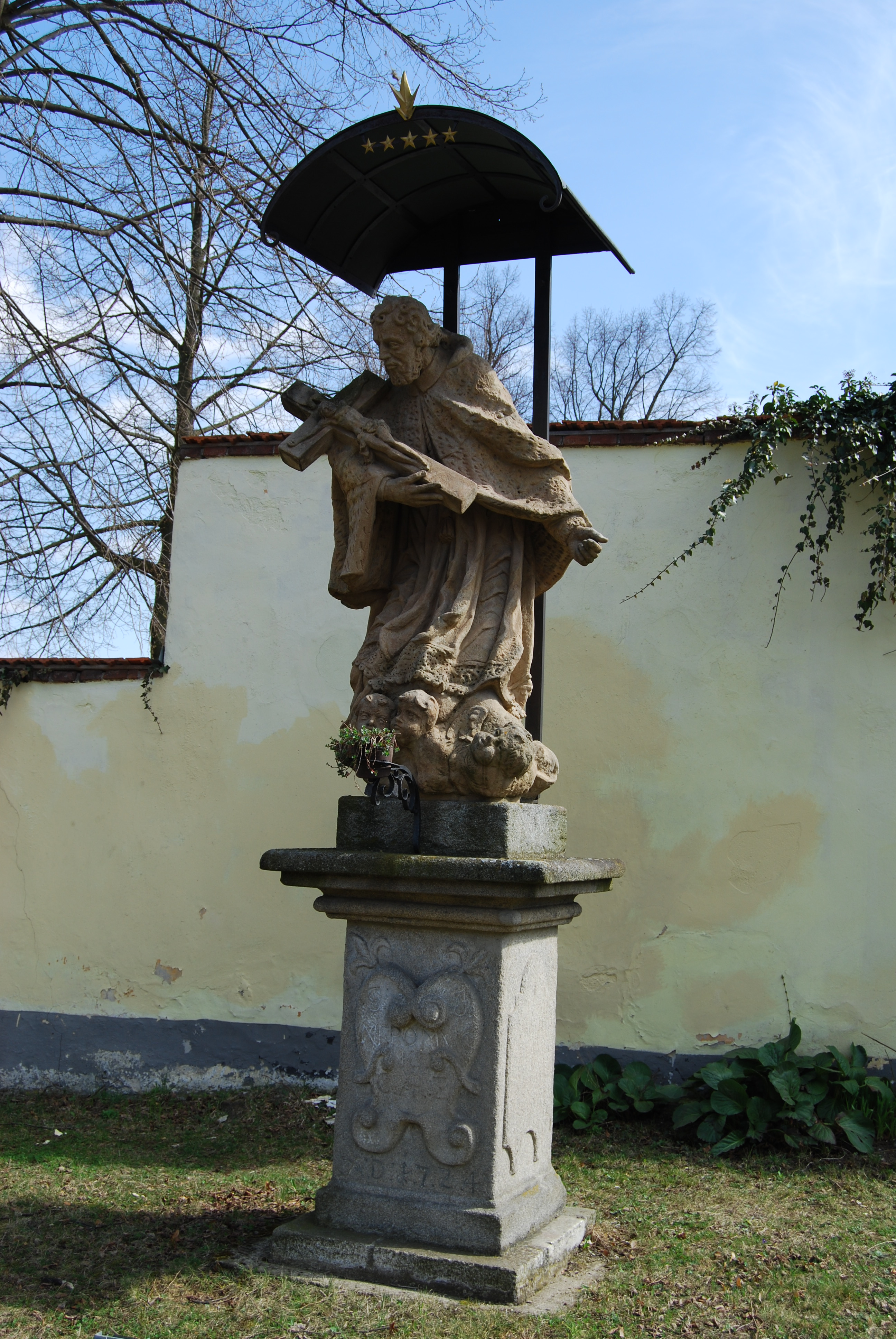
Statue des hl. Johannes von Nepomuk
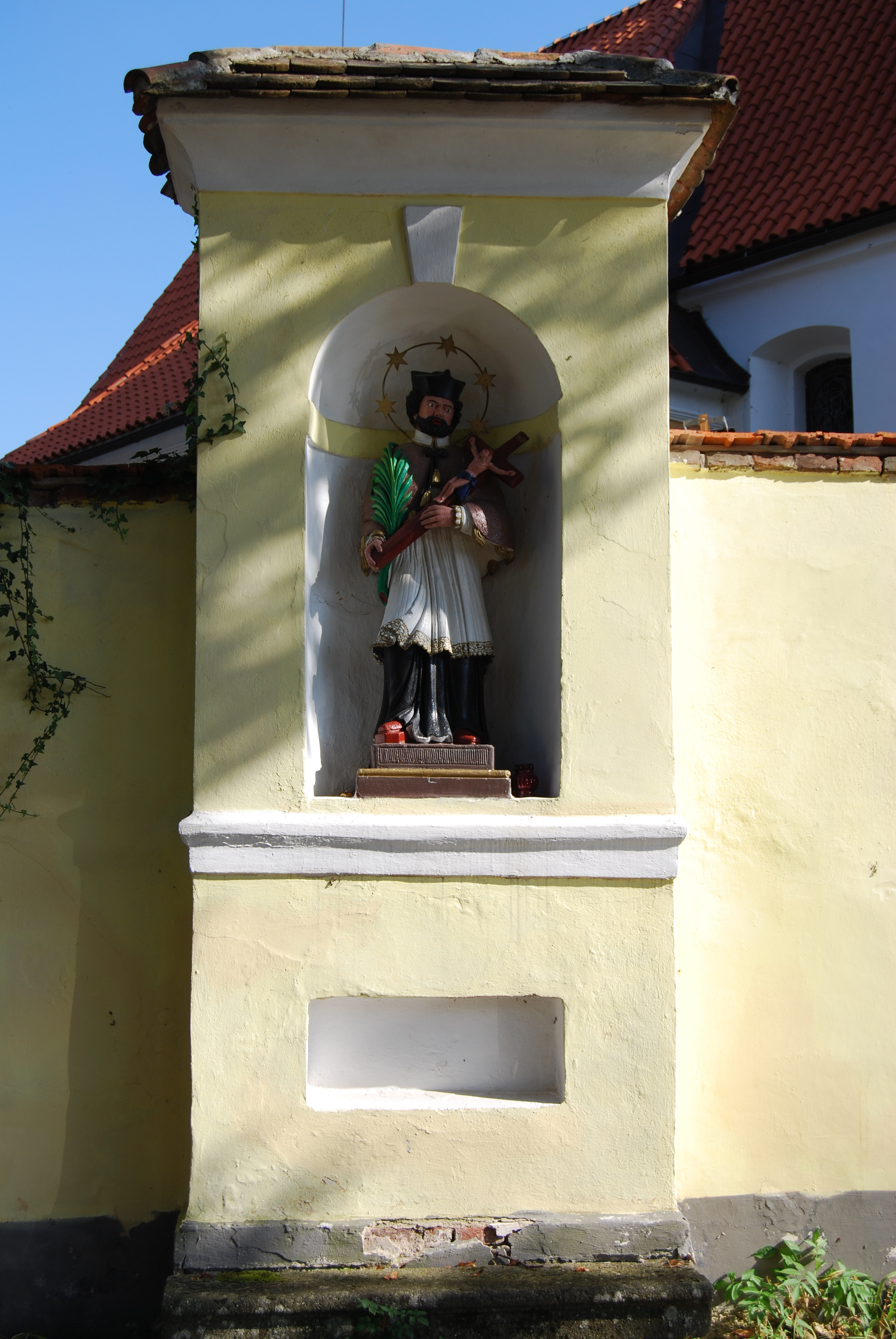
Nischenkapelle vor der Kirche

## Söhne und Töchter der Gemeinde
- Čeněk Zíbrt (1864–1932), Ethnograph, Kulturhistoriker und Folklorist